# 拉斯穆斯·梅塞施密特
拉斯穆斯·梅塞施密特（丹麥語：Rasmus Messerschmidt，1992年6月9日—），丹麥男子羽毛球運動員。

## 簡歷
2015年11月，拉斯穆斯·梅塞施密特出戰匈牙利羽毛球國際賽，贏得男子單打比賽亞軍。

## 主要比賽成績
只列出曾進入準決賽的國際賽事成績：
| 年份   | 賽事               | 公開賽級別 | 項目     | 成績   |
| ------ | ------------------ | ---------- | -------- | ------ |
| 2015年 | 匈牙利羽毛球國際賽 | 國際系列賽 | 男子單打 | 亞軍   |
| 2018年 | 冰島羽毛球國際賽   | 國際系列賽 | 男子單打 | 準決賽 |
| 2018年 | 葡萄牙羽毛球國際賽 | 國際系列賽 | 男子單打 | 冠軍   |
| 2018年 | 匈牙利羽毛球國際賽 | 國際挑戰賽 | 男子單打 | 冠軍   |
| 2018年 | 挪威羽毛球國際賽   | 國際系列賽 | 男子單打 | 冠軍   |
| 2019年 | 匈牙利羽毛球國際賽 | 國際挑戰賽 | 男子單打 | 準決賽 |

| 2007-2017年 | 首要超級賽 | 超級賽 | 黃金大獎賽 | 大獎賽 | 國際挑戰賽 | 國際系列賽 | 未來系列賽 | 其他 |

| 2018-2026年 | 總決賽 | 超級1000賽 | 超級750賽 | 超級500賽 | 超級300賽 | 超級100賽 | 國際挑戰賽 | 國際系列賽 | 未來系列賽 | 其他 |